# Digrammia
Digrammia es un género de polillas de la familia Geometridae creado por Carl Freiherr von Gumppenberg en 1887. Algunas bases de datos la consideran sinónimo de Semiothisa. Tiene una amplpia distribución mundial, especialmente en el holártico con varias especies neotropicales también. La mayoría de las especies del género se encuentran en vuelo de marzo hasta mediados de octubre. La selección de plantas para las especies de Digrammia es diversa e incluye especies de las familias de plantas Cupressaceae y Salicaceae.

## Especies
Se han descrito alrededor de 55 especies, de las cuales 43 se distribuyen en América del Norte:
- Digrammia aliceata (Cassino, 1928)
- Digrammia atrofasciata (Packard, 1876)
- Digrammia burneyata (McDunnough, 1939)
- Digrammia californiaria (Packard, 1871)
- Digrammia cinereola (Hulst, 1896)
- Digrammia colorata (Grote, 1883)
- Digrammia continuata (Walker, 1862)
- Digrammia curvata (Grote, 1880)
- Digrammia decorata (Grossbeck, 1907)
- Digrammia delectata (Hulst, 1887)
- Digrammia denticulata (Grote, 1883)
- Digrammia equivocata Ferguson, 2008
- Digrammia eremiata (Guenée, 1857)
- Digrammia excurvata (Packard, 1874)
- Digrammia extenuata Ferguson, 2008
- Digrammia fieldi (Swett, 1916)
- Digrammia gilletteata (Dyar, 1904)
- Digrammia gnophosaria (Guenée, 1857)
- Digrammia hebetata (Hulst, 1881)
- Digrammia imparilata Ferguson, 2008
- Digrammia indeterminata (McDunnough, 1939)
- Digrammia irrorata (Packard, 1876)
- Digrammia mellistrigata (Grote, 1873)
- Digrammia minuta (Hulst, 1896)
- Digrammia modocata Ferguson, 2008
- Digrammia muscariata (Guenée, 1857)
- Digrammia napensis (McDunnough, 1939)
- Digrammia neptaria (Guenée, 1857)
- Digrammia nubiculata (Packard, 1876)
- Digrammia ocellinata (Guenée, 1857)
- Digrammia ordinata (Walker, 1862)
- Digrammia pallidata (Packard, 1873)
- Digrammia pallorata Ferguson, 2008
- Digrammia palodurata Ferguson, 2008
- Digrammia pertinata (McDunnough, 1939)
- Digrammia pervolata (Hulst, 1880)
- Digrammia pictipennata (Hulst, 1898)
- Digrammia plemmelata Ferguson, 2008
- Digrammia puertata (Grossbeck, 1912)
- Digrammia rippertaria (Duponchel, 1830)
- Digrammia setonana (McDunnough, 1927)
- Digrammia sexpunctata (Bates, 1886)
- Digrammia spinata (McDunnough, 1939)
- Digrammia sublacteolata (Hulst, 1887)
- Digrammia subminiata (Packard, 1873)
- Digrammia terramalata Ferguson, 2008
- Digrammia triviata (Barnes & McDunnough, 1917)
- Digrammia ubiquitata Ferguson, 2008
- Digrammia yavapai (Grossbeck, 1907)